# Combretum bracteosum
Combretum bracteosum är en tvåhjärtbladig växtart som först beskrevs av Ferdinand von Hochstetter, och fick sitt nu gällande namn av Dietrich Brandis och Adolf Engler. Combretum bracteosum ingår i släktet Combretum och familjen Combretaceae. Inga underarter finns listade i Catalogue of Life.